# Georg Wittig
Georg Wittig (16. června 1897 Berlín – 26. srpna 1987 Heidelberg) byl německý chemik, nositel Nobelovy ceny za chemii za rok 1979. Obdržel ji spolu s Herbertem C. Brownem za vypracování nových metod organické syntézy.

## Životopis
Studia chemie začal roku 1916 v Tübingenu, ale kvůli válečnému nasazení musel školu opustit. V letech 1918–1919 byl válečným zajatcem Spojenců. Po svém propuštění měl vzhledem k přeplněným univerzitám problémy pokračovat ve studiu. Teprve když napsal osobní prosbu tehdejšímu profesoru organické chemie na univerzitě v Marburgu mohl opět pokračovat v univerzitním studiu. Po třech letech získal doktorát z organické chemie a roku 1926 se habilitoval. V roce 1931 se Wittig oženil se svou kolegyní Waltraud Ernstovou a následujícího roku získal profesuru na Technické univerzitě v Braunschweigu. Roku 1937 přešel na univerzitu ve Freiburgu a v roce 1944 se stal vedoucím oddělení organické chemie na univerzitě v Tübingenu a roku 1956 nastoupil na stejnou pozici v Heidelbergu. Zde pracoval i po odchodu do penze a publikoval až do roku 1980.